# Pribítkovo
Pribítkovo (en rus: Прибытково) és un poble de l'óblast de Lípetsk, a Rússia, que el 2013 tenia 45 habitants. Pertany al districte rural de Griazi.